# Morane-Saulnier Type P
Le Morane-Saulnier Type P est un biplace de reconnaissance à aile parasol opérant pendant la Première Guerre mondiale à partir de 1916.
565 exemplaires construits pour l'Aéronautique militaire française (MoS-21 et MoS-26) et le Royal Flying Corps.
Le Type P est plus grand, plus puissant et mieux armé que son prédécesseur, le Type L. Il est aussi plus populaire que son avion-sœur, le Type LA

## Opérateurs
Brésil
 France
 Japon
 RussieArmée de l'air impériale russe
 Royaume-UniRoyal Flying Corps